# Kaspar Munk
Kaspar Munk (født 23. juni 1971 i Taastrup) er en dansk filminstruktør og manuskriptforfatter, kendt for film og tv-serier, blandt andet HBO serien Kamikaze, Netflix-serien The Rain. Han har modtaget fem Robertpriser.

## Personligt
Kaspar Munk er opvokset på i Taastrup på den Københavnske Vestegnen. Han blev bachelor i film- og medievidenskab fra Københavns Universitet i 1999 hvorefter han tog instruktøruddannelse ved den alternative filmskole Super16 i 2006. Han er kæreste med Lone Hørslev og bor i København med sine to børn.

## Karriere
Han debuterede i 1996 med kortfilmen Lad os være venner ... , og fik i 2007 for alvor anerkendelse med en Robert-nominering for kortfilmen Forsvundet, der forunde Robert-nomineringen vandt prisen for bedste børne- og ungdomsfilm på Odense Film Festival.
Munks første spillefilm var ungdomsfilmen Hold om mig fra 2010, som han modtog flere danske og internationale priser for, blandt andet Marc Aurelio-prisen for bedste debut spillefilm i Rom, Best Feature Film Award i Tallin og to ærespriser på festivalen i Mannheim-Heidelberg.
Kaspar Munk instruerede og medfinansierede You & me forever (2012), der vandt en Bodil-nomiering og en Robert-statuette for bedste børne- og ungdomsfilm. I 2013 modtog han Nordisk Film Prisen.
Kaspar Munk har instrueret en mængde ting til TV og streaming, blandt andet DR-serierne Herrens veje (2017) og Bedrag (2016).
I 2021 instruerede Kaspar Munk den første sæson af den første dansk producerede HBO-serie, Kamikaze (2021).
Sammen med Ulrich Breuning har han desuden udgivet undervisningsbogen I mørket — kortfilm og kys, som handler om processen at lave film.

## Filmografi

### TV-serier
| År        | Titel        | Kredit                   |
| --------- | ------------ | ------------------------ |
| 2021      | Kamikaze     | Instruktør (8 episoder)  |
| 2020      | The Rain     | Instruktør (2 episoder)  |
| 2017-2018 | Herrens veje | Instruktør (10 episoder) |
| 2016      | Bedrag       | Instruktør (2 episoder)  |
| 2015      | Heartless    | Instruktør (3 episoder)  |
| 2014      | Tidsrejsen   | Instruktør (24 episoder) |
| 2014      | Limbo        | Instruktør (10 episoder) |

### Film
| Year | Title            | Credits    |
| ---- | ---------------- | ---------- |
| 2018 | Vildheks         | Instruktør |
| 2012 | You & me forever | Instruktør |
| 2010 | Hold Me Tight    | Instruktør |
| 2006 | Forsvunden       | Instruktør |
| 2005 | En lille død     | Instruktør |
| 2003 | Kysss            | Instruktør |
| 2003 | Øje-blink        | Instruktør |
| 2001 | Passing by       | Instruktør |

## Priser
- Vildheks (Film) (2018)
  - (Nomineret) Best Children/Youth Film, Robert Awards, 2018
  - (Nomineret) Best Adapted Screenplay, Robert Awards, 2018
  - (Nomineret) Michel Award, Hamburg Film Festival, 2018
- Herrens Veje (TV Series) (2018-2019)
  - Bedste TV Series, Robert Awards, 2018, 2019
  - Bedste Internationale Drama - C21, 2019.
- Heartless (TV Series) (2014)
  - (Nomineret) Best Danish TV Series, Robert Awards, 2016
- Tidsrejsen (TV Series) (2014)
  - Best Short-Format TV Series, Robert Awards, 2014
- You & me forever (Film) (2012)
  - Best Children/Family Film, Robert Awards, 2012
  - (Nomineret) Best Film, Bodil Awards, 2013
  - (Nomineret) Best Film, Ole Awards, 2013
  - (Nomineret) Best Feature Film for Youth, Zlín International Film Festival for Children and Youth, 2013
- Hold Me Tight (Film) (2010)
  - Best Children/Family Film, Robert Awards, 2010
  - (Nominated) New Talent Grand PIX, CPH PIX, 2010
  - 51 Zlin international Film Festival – Best feature & Ecumencial Jury Award, Czech Republik
  - Best Feature, Mannheim-Heidelberg International Filmfestival, 2010
  - Audience Award, Mannheim-Heidelberg International Filmfestival, 2010
  - Emerging Talent Award, Rome Film Fest, 2010
  - (Nomineret) Best Film, Zulu Awards, 2011
  - Best feature - Carrousel international du film de Rimouski, Canada, 2011
  - Best feature film” & “a special mention - LAON Film Festival, France, 2011
  - Best feature film - Tallinn Black Nights FF, Tallinn, Estoinia, 2011
- Forsvunden (kort)
  - Youth Jury Prize, Odense International Film Festival, 2008